# جيمس ناش (مستكشف)
جيمس نـاش (بالإنجليزية: James Nash)‏ هو مستكشف أسترالي، ولد في 5 سبتمبر 1834، وتوفي في 5 أكتوبر 1913.